# Todd White
Todd White (né le 21 mai 1975 à Kanata dans la province de l'Ontario au Canada) est un joueur de hockey sur glace qui évoluait à la position de centre.

## Carrière
Il joua au niveau junior avec les Golden Knights de Clarkson de la Eastern College Athletic Conference durant 4 saisons et fut notamment nommé le joueur de l'année en 1997, cette même année il fut finaliste au Trophée Hobey Baker remis au meilleur joueur universitaire des États-Unis.
À l'été 1997, il signe un contrat professionnel avec les Blackhawks de Chicago et la saison suivante il joue pour eux ainsi que pour leur club-école dans la Ligue internationale de hockey, le Ice d'Indianapolis, équipe avec qui il se démarque dès son arrivée en récoltant 46 buts et 82 points en 65 rencontres, ce qui le fit nommer la recrue de l'année dans cette ligue.
En 1999-2000, les Blackhawks l'échangent aux Flyers de Philadelphie où il rejoint leur club-école dans la Ligue américaine de hockey, les Phantoms de Philadelphie. Son contrat prenant fin après cette saison, il signe à titre d'agent libre avec les Sénateurs d'Ottawa qui lui permirent de jouer sa première saison complète dans la LNH en 2001-2002.
Durant le lock-out que connut la LNH en 2004-2005, White joue un match avec le Södertälje SK de la Elitserien en Suède. À l'été 2005, les Sénateurs l'échange aux Wild du Minnesota en retour d'un choix de 4e ronde (Cody Bass).
Il joue durant deux saisons avec le Wild avant de signer au contrat avec les Thrashers d'Atlanta à l'été 2007. Le 2 août 2010, il est échangé par les Thrashers aux Rangers de New York en retour de Donald Brashear et de Patrick Rissmiller. Il ne dispute qu'une saison avec ces derniers avant de se retirer de la compétition.

## Statistiques
Pour les significations des abréviations, voir Statistiques du hockey sur glace.
| Saison     | Équipe                     | Ligue      |     | Saison régulière | Saison régulière | Saison régulière | Saison régulière | Saison régulière |   | Séries éliminatoires | Séries éliminatoires | Séries éliminatoires | Séries éliminatoires | Séries éliminatoires |
| Saison     | Équipe                     | Ligue      | PJ  | B                | A                | Pts              | Pun              | PJ               | B | A                    | Pts                  | Pun                  |                      |                      |
| 1993-1994  | Golden Knights de Clarkson | ECAC       | 33  | 10               | 12               | 22               | 28               | -                | - | -                    | -                    | -                    |                      |                      |
| 1994-1995  | Golden Knights de Clarkson | ECAC       | 34  | 13               | 16               | 29               | 44               | -                | - | -                    | -                    | -                    |                      |                      |
| 1995-1996  | Golden Knights de Clarkson | ECAC       | 38  | 29               | 43               | 72               | 36               | -                | - | -                    | -                    | -                    |                      |                      |
| 1996-1997  | Golden Knights de Clarkson | ECAC       | 37  | 38               | 36               | 74               | 22               | -                | - | -                    | -                    | -                    |                      |                      |
| 1997-1998  | Blackhawks de Chicago      | LNH        | 7   | 1                | 0                | 1                | 2                | -                | - | -                    | -                    | -                    |                      |                      |
| 1997-1998  | Ice d'Indianapolis         | LIH        | 65  | 46               | 36               | 82               | 28               | 5                | 2 | 3                    | 5                    | 4                    |                      |                      |
| 1998-1999  | Blackhawks de Chicago      | LNH        | 35  | 5                | 8                | 13               | 20               | -                | - | -                    | -                    | -                    |                      |                      |
| 1998-1999  | Wolves de Chicago          | LIH        | 25  | 11               | 13               | 24               | 8                | 10               | 1 | 4                    | 5                    | 8                    |                      |                      |
| 1999-2000  | Blackhawks de Chicago      | LNH        | 1   | 0                | 0                | 0                | 0                | -                | - | -                    | -                    | -                    |                      |                      |
| 1999-2000  | Flyers de Philadelphie     | LNH        | 3   | 1                | 0                | 1                | 0                | -                | - | -                    | -                    | -                    |                      |                      |
| 1999-2000  | Lumberjacks de Cleveland   | LIH        | 42  | 21               | 30               | 51               | 32               | -                | - | -                    | -                    | -                    |                      |                      |
| 1999-2000  | Phantoms de Philadelphie   | LAH        | 32  | 19               | 24               | 43               | 12               | 5                | 2 | 1                    | 3                    | 8                    |                      |                      |
| 2000-2001  | Sénateurs d'Ottawa         | LNH        | 16  | 4                | 1                | 5                | 4                | 2                | 0 | 0                    | 0                    | 0                    |                      |                      |
| 2000-2001  | Griffins de Grand Rapids   | LIH        | 64  | 22               | 32               | 54               | 20               | 10               | 4 | 4                    | 8                    | 10                   |                      |                      |
| 2001-2002  | Sénateurs d'Ottawa         | LNH        | 81  | 20               | 30               | 50               | 24               | 12               | 2 | 2                    | 4                    | 6                    |                      |                      |
| 2002-2003  | Sénateurs d'Ottawa         | LNH        | 80  | 25               | 35               | 60               | 28               | 18               | 5 | 1                    | 6                    | 6                    |                      |                      |
| 2003-2004  | Sénateurs d'Ottawa         | LNH        | 53  | 9                | 20               | 29               | 22               | 7                | 1 | 0                    | 1                    | 4                    |                      |                      |
| 2004-2005  | Södertälje SK              | Elitserien | 1   | 0                | 1                | 1                | 4                | -                | - | -                    | -                    | -                    |                      |                      |
| 2005-2006  | Wild du Minnesota          | LNH        | 61  | 19               | 21               | 40               | 18               | -                | - | -                    | -                    | -                    |                      |                      |
| 2006-2007  | Wild du Minnesota          | LNH        | 77  | 13               | 31               | 44               | 24               | 4                | 0 | 0                    | 0                    | 0                    |                      |                      |
| 2007-2008  | Thrashers d'Atlanta        | LNH        | 74  | 14               | 23               | 37               | 36               | -                | - | -                    | -                    | -                    |                      |                      |
| 2008-2009  | Thrashers d'Atlanta        | LNH        | 82  | 22               | 51               | 73               | 24               | -                | - | -                    | -                    | -                    |                      |                      |
| 2009-2010  | Thrashers d'Atlanta        | LNH        | 65  | 7                | 19               | 26               | 24               | -                | - | -                    | -                    | -                    |                      |                      |
| 2010-2011  | Rangers de New York        | LNH        | 18  | 1                | 1                | 2                | 2                | -                | - | -                    | -                    | -                    |                      |                      |
| 2010-2011  | Whale du Connecticut       | LAH        | 9   | 3                | 2                | 5                | 0                | -                | - | -                    | -                    | -                    |                      |                      |
| Totaux LNH | Totaux LNH                 | Totaux LNH | 653 | 141              | 240              | 381              | 228              | 43               | 8 | 3                    | 11                   | 16                   |                      |                      |

## Honneurs et trophées
- ECAC Hockey
  - Membre de la deuxième équipe d'étoiles en 1996.
  - Membre de la Première équipe d'étoiles en 1997.
  - Nommé le joueur de l'année en 1997.
- Championnat de la NCAA
  - Membre de la deuxième équipe d'étoiles de l'est des États-Unis en 1996.
  - Membre de la première équipe d'étoiles de l'est des États-Unis en 1997.
- Ligue internationale de hockey
  - Gagnant du trophée Garry-F.-Longman remis à la recrue de l'année dans la ligue en 1998.

## Transactions en carrière
- 27 août 1997 : signe à titre d'agent libre avec les Blackhawks de Chicago.
- 26 janvier 2000 : échangé aux Flyers de Philadelphie en retour de considération future.
- 12 juillet 2000 : signe à titre d'agent libre avec les Sénateurs d'Ottawa.
- 21 décembre 2004 : signe à titre d'agent libre avec Södertälje SK (Elitserien).
- 30 juillet 2005 : échangé par Ottawa aux Wild du Minnesota en retour du choix de quatrième ronde de l'Avalanche du Colorado (acquis précédemment) au repêchage de 2005 (Ottawa y sélectionnent Cody Bass).
- 1er juillet 2007 : signe à titre d'agent libre avec les Thrashers d'Atlanta.
- 2 août 2010 : échangé par les Thrashers aux Rangers de New York en retour de Donald Brashear et de Patrick Rissmiller.